# Kim Martin Hasson

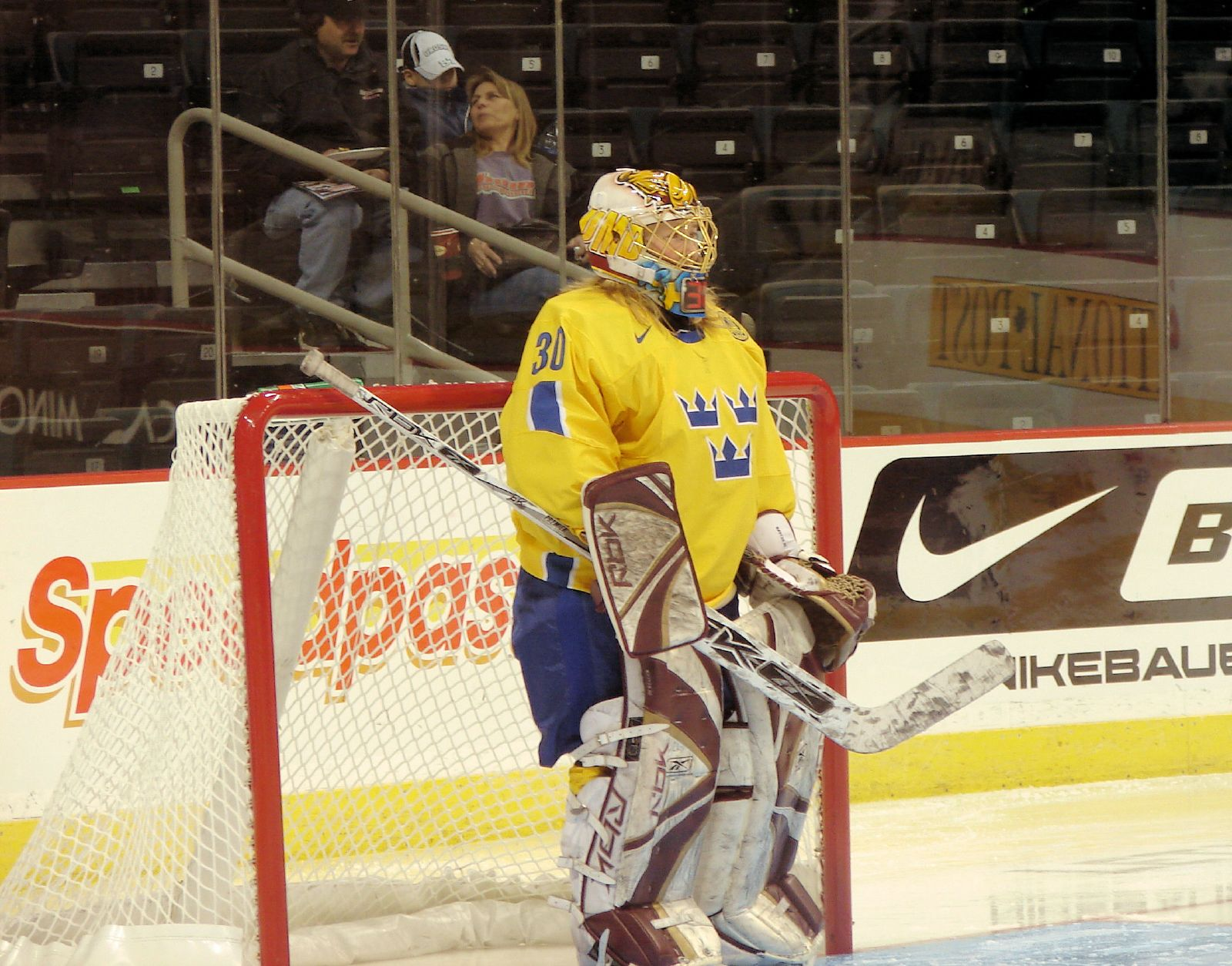
Kim Martin under världsmästerskapet 2009 i Finland.

Kim Kristine Martin Hasson, född Martin 28 februari 1986 i Finska församlingen i Stockholm, är sportchef för Frölunda HC:s damlag och före detta ishockeymålvakt. Tidigare har hon även varit sportchef i Linköping HC Dam och ambassadör för klubbens samhällsengagerande projekt som samlas under projektnamnet Tillsammans.

## Biografi
Som junior spelade hon för AIK:s damlag och för Malmö Redhawks herrjuniorlag i J20 SuperElit. Hon ledde AIK till seger i European Women Champions Cup 2004 och blev utsedd till turneringens bästa målvakt. Den 8 mars 2006 planerade Malmö Redhawks att låta Martin som första kvinna stå i herrarnas A-lagsmatch mot Bofors IK. Detta stoppades dock av den amerikanska collegeklubben Minnesota Duluth Bulldogs där Martin skulle spela till hösten. Problemet var den regel som säger att en collegespelare inte får ha spelat i en professionell liga, och det även om betalning inte har skett.
Sina största framgångar har Martin emellertid haft med Damkronorna, med vilka hon har spelat 244 landskamper. Hon stod i mål när laget tog VM-brons 2005 och 2007 samt OS-brons 2002 och OS-silver 2006. Under OS 2006 utsågs Martin till turneringens bästa målvakt och blev uttagen i All Star Team. Vid två tillfällen har Martin belönats med Eurosports SportStar Award som årets bästa kvinnliga hockeyspelare i världen.
Martin var under herrarnas ishockey-VM 2021 expert i SVT:s studio.
Kim Martin Hasson utsågs till Tidernas Spelare, Tidernas Målvakt och ingick i Tidernas All-Star Team för damer när Svenska ishockeyförbundet firade hundra år med Tidernas hockeygala i Avicii arena den 17 november 2022.

## Privatliv
Martin gifte sig sommaren 2013 med Jay Hasson, som hon träffade under sin tid på college i USA. Tillsammans har de två barn. Sedan 1 maj 2022 är hon sportchef för Frölunda HC:s damlagssatsning.

## Meriter

### Svenska mästerskapen
- SM-guld 2004 med AIK
- SM-guld 2014 med Linköpings HC
- SM-guld 2015 med Linköpings HC

### Europacupen
- Guld 2005 med AIK
- Guld 2006 med AIK
- Silver 2015 med Linköpings HC

### Världsmästerskap
- VM 2001: 7:a, Minneapolis, USA
- VM 2004: 4:a, Halifax, Kanada
- VM 2005: 3:a, Linköping, Sverige
- VM 2007: 3:a, Winnipeg, Kanada
- VM 2008: 5:a, Harbin, Kina
- VM 2009: 4:a, Tavastehus, Finland
- VM 2011: 5:a, Zürich, Schweiz
- VM 2012: 5:a, Burlington, USA
- VM 2015: 5:a, Malmö, Sverige

### OS
- OS i Salt Lake City 2002: 3:a
- OS i Turin 2006: 2:a
- OS i Vancouver 2010: 4:a
- OS i Sotji 2014: 4:a

## Klubbar

### Som spelare
- Hammarby IF (moderklubb), 2002–2005
- AIK, 2004–2005
- Malmö Redhawks, 2005–2006
- Minnesota Duluth Bulldogs, 2007–2011
- HK Tornado, 2011–2012
- Linköpings HC, 2012–2015

### Som sportchef
- Linköpings HC, 2015–2022
- Frölunda HC, 2022–

## Fotnoter
1. ↑  Martin uttalas med betoningen på sista stavelsen